# Маккія-д'Ізернія
Маккія-д'Ізернія (італ. Macchia d'Isernia) — муніципалітет в Італії, у регіоні Молізе, провінція Ізернія.
Маккія-д'Ізернія розташована на відстані близько 145 км на схід від Рима, 45 км на захід від Кампобассо, 7 км на південний захід від Ізернії.
Населення — 1024 особи (2014).
Щорічний фестиваль відбувається 9 травня. Покровитель — святий Миколай.

## Демографія
Населення за роками:

Станом на 1 січня 2023 року в муніципалітеті офіційно проживало 28 іноземців з 10 країн, серед них 12 громадян країн Євросоюзу та 1 громадянин України.

## Сусідні муніципалітети
- Коллі-а-Вольтурно
- Форнеллі
- Ізернія
- Монтеродуні
- Сант'Агапіто